# Wahl (Traktor)
Die Maschinenfabrik Carl Fr. Wahl mit Hauptsitz in Balingen (Baden-Württemberg) war ein Hersteller landwirtschaftlicher Maschinen. Dort wurden Traktoren in der Zeit von 1935 bis 1962 gebaut. 1935 begann man mit dem Bau von Traktoren. Ein wassergekühlter Zweizylinder-MWM-Motor mit 20 PS Leistung wurde zugekauft, ebenso ein ZF-Getriebe mit vier Vorwärts- und einem Rückwärtsgang. Die Bestückung passte zum Schell-Plan der Reichsregierung, der zwecks Vereinheitlichung des Fahrzeugbaus die Markenvielfalt in Grenzen halten sollte. So konnte der Schlepper bis 1942 produziert werden.
Nach dem Krieg kam 1947 als erster Schlepper der W46 auf den Markt. Mit eckiger Haube und Schutzgitter vor Kühler und Lampen war das Aussehen des Traktors noch ziemlich rustikal im Vorkriegsstil, die Technik aber in rahmenloser Blockbauweise modern ausgeführt. Mit Beginn der fünfziger Jahre wurde das Spektrum breiter und das Aussehen durch elegantere Haubenformen modernisiert. Modelle mit Ein-, Zwei- und Dreizylindermotoren mit Luft- und Wasserkühlung kamen zum Einsatz, fast immer von MWM. Ausnahme war der W70 mit Motor der Motorenfabrik Hatz, eventuell auch eine Variante des W12. Der Typ W225 wurde komplett von Hela produziert – mit Helamotor – und erhielt nur eine Haube von Wahl. Die Getriebe kamen fast ausschließlich von ZF Friedrichshafen, in Ausnahmefällen auch von Renk.
Wahl war überwiegend als regionaler Hersteller tätig, ein darüber hinausgehendes Vertriebsnetz fehlte. Einige Schlepper gingen auch in den Export, unter anderem in die Schweiz. Der dortige Importeur bestand auf eine Umrüstung mit Primus-Hauben und -Farben, die das Wahl-W17-Schmalspurerscheinungsbild total veränderten.
Anfang der Sechzigerjahre kamen auch neue Modelle als Tragschlepper hinzu. Die Jahreskapazität lag bei 300 bis 400 Schleppern pro Jahr, zu wenig, um eine ausreichende Rentabilität zu sichern. Die eigene Traktorenproduktion wurde 1962/63 eingestellt, Wahl übernahm den Vertrieb der Traktoren des englischen Herstellers David Brown. Auch das war nicht von langer Dauer, da David Brown eigene Niederlassungen gründete. Die Produktion beschränkte sich damit auf Geräte für die Landwirtschaft, insbesondere Bandsägen.

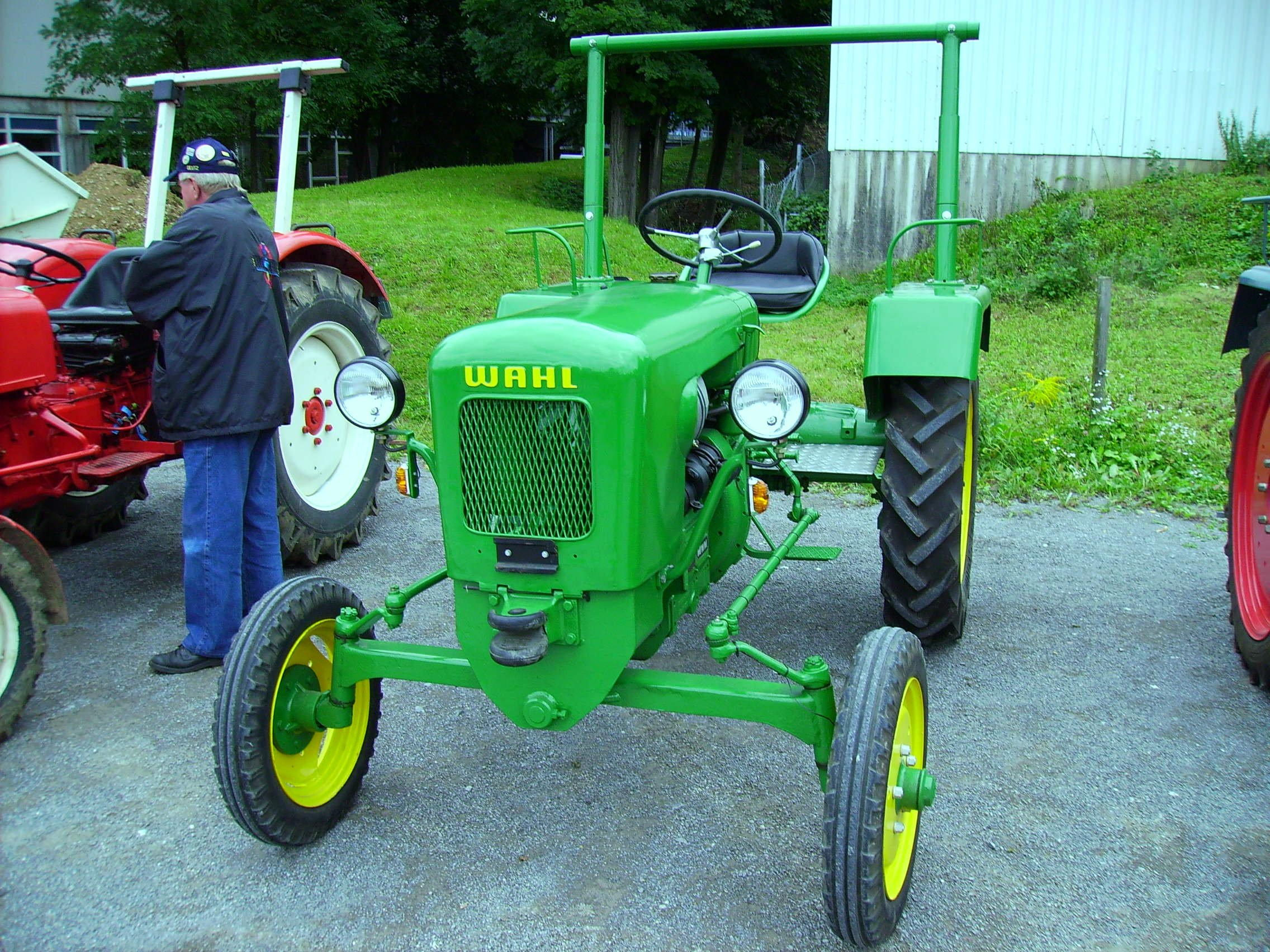
Wahl W55 (1959) mit Fritzmeier-Umsturzbügel

Zu den gebauten Traktoren gehören u. a. folgende Modelle:
- W12
- W14
- W15
- W17
- W24
- W36
- W40
- W90